# Il padrone del vapore
Pour plus de détails, voir Fiche technique et Distribution.
Il padrone del vapore est un film italien, réalisé par Mario Mattoli, sorti en 1951.

## Synopsis
Un événement inattendu force un riche magnat américain, arrivé en Italie pour lancer une nouvelle boisson, à s'arrêter dans un village de montagne à en dehors des itinéraires fréquentés. Notre entrepreneur est entouré d'un cortège de collaborateurs qui font semblant de travailler pour lui mais qui l'exploitent ; il trouve un logement dans une auberge dirigée par une jeune femme dont finit par tomber amoureux. Pendant qu’il courtise la propriétaire du lieu, ses collaborateurs commencent à transformer le pays en l'inondant de panneaux publicitaires et de découvertes modernes. L'Américain, pendant ce temps, est fasciné par la vie simple et intemporelle qui règne dans le village et, sous l'influence heureuse de la femme, se débarrasse de tous ces exploiteurs, fait démanteler les panneaux publicitaires et s’installe pour toujours dans la petite ville où il a trouvé le bonheur.

## Fiche technique
- Titre français : Il padrone del vapore
- Réalisation : Mario Mattoli
- Photographie : Tonino Delli Colli
- Musique : Armando Fragna
- Production : Dino De Laurentiis et Carlo Ponti
- Pays d'origine : Italie
- Format : Noir et blanc
- Genre : musical
- Durée : 87 minutes
- Date de sortie : 1951

## Distribution
- Riccardo Billi
- Walter Chiari
- Aldo Giuffré
- Carlo Giuffré
- Zoe Incrocci
- Sophia Loren
- Raffaele Pisu
- Delia Scala
- Gianrico Tedeschi